# Estació de Salses
L'estació de Salses (francès: Gare de Salses) és una estació ferroviària de la línia de Narbona a Portbou, situada al municipi de Salses, a la comarca del Rosselló (Catalunya del Nord) i al departament francès dels Pirineus Orientals, a la regió d'Occitània.
Fou posada en servei el 1858, per la Companyia de ferrocarril de Midi.
És una estació de la Societat Nacional dels Ferrocarrils Francesos (SNCF), atesa pels trens regionals exprés del TER d'Occitània.

## Situació ferroviària
Establerta a 12 metres d'altitud, l'estació de Salses està situada al punt quilomètric (PK) 449.966 de la línia de Narbona a Portbou, entre les estacions de Leucata-La Franqui i de Ribesaltes.

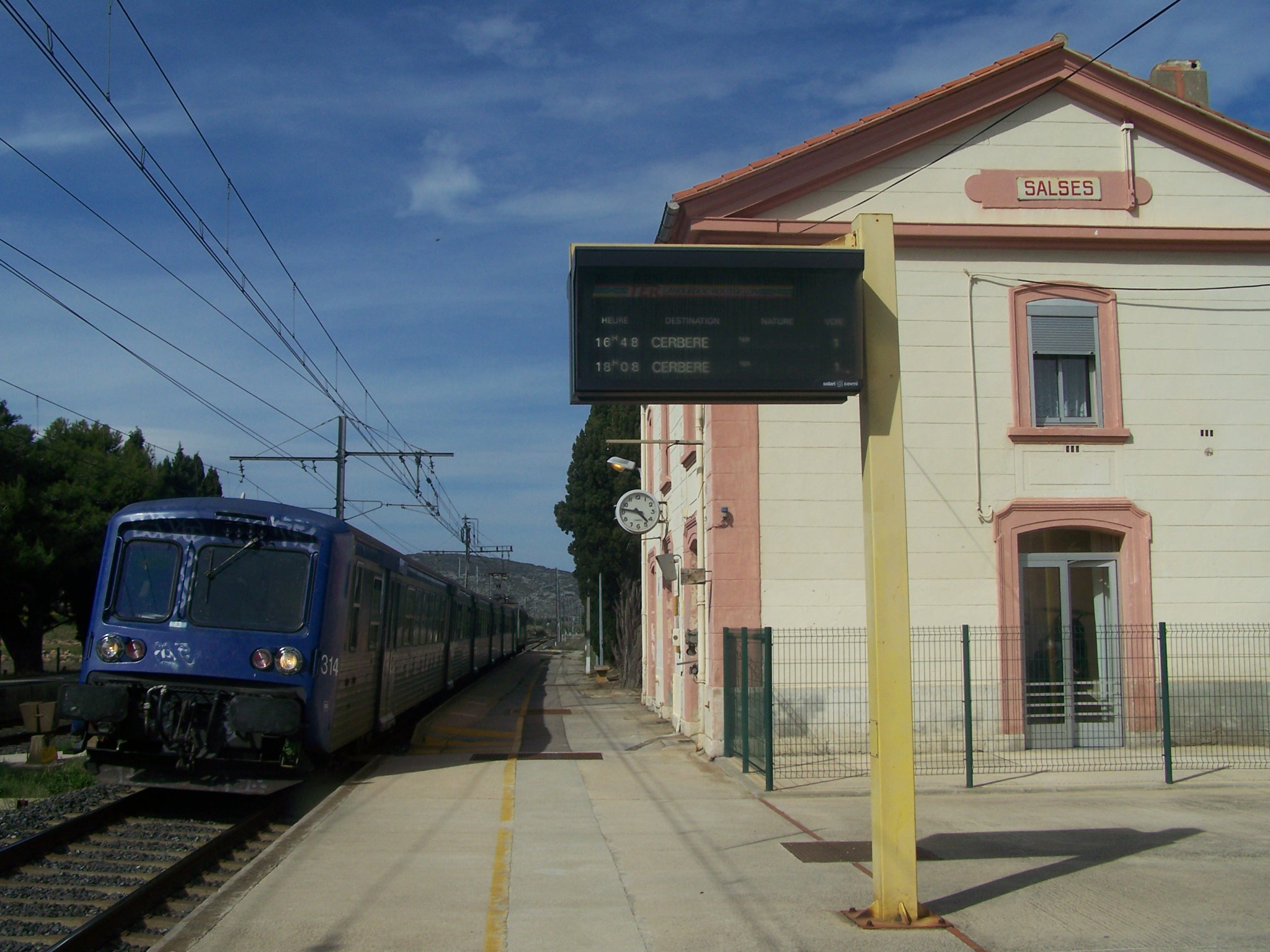
Un tren TER entrant a l'estació de Salses

## Història
L'estació de Salses fou posada en servei el 20 de febrer de 1858 per la companyia de ferrocarril de Midi, obrint d'aquesta manera el tram entre Narbona i El Vernet.
L'estació fou electrificada en 1981.
En 2014, segons les estimacions de la SNCF, la freqüència anual de l'estació era de 11 008 passatgers. En 2018 aquesta xifra va pujar fins a 12 473 viatgers.

## Servei de viatgers

### Recepció
La parada de l'SNCF és una parada no gestionada (PANG) d'accés lliure.

### Servei
L'estació de Salses és atesa pels trens de la xarxa del TER d'Occitània que circulen entre Narbona i Perpinyà. El recorregut d'alguns trens va més enllà de Narbona, en direcció a Tolosa-Matabuòu o Nimes, Avinyó-Centre i Marsella - Sant Carles, mentre que d'altres circulen fins a Perpinyà, Cervera de la Marenda o Portbou. El temps de viatge és d'uns 30 minuts des de Narbona i d'uns 15 a 20 minuts des de Perpinyà.

### Intermodalitat
L'estació està equipada amb un aparcament de cotxes.